# 북경외국어대학 국제상학원

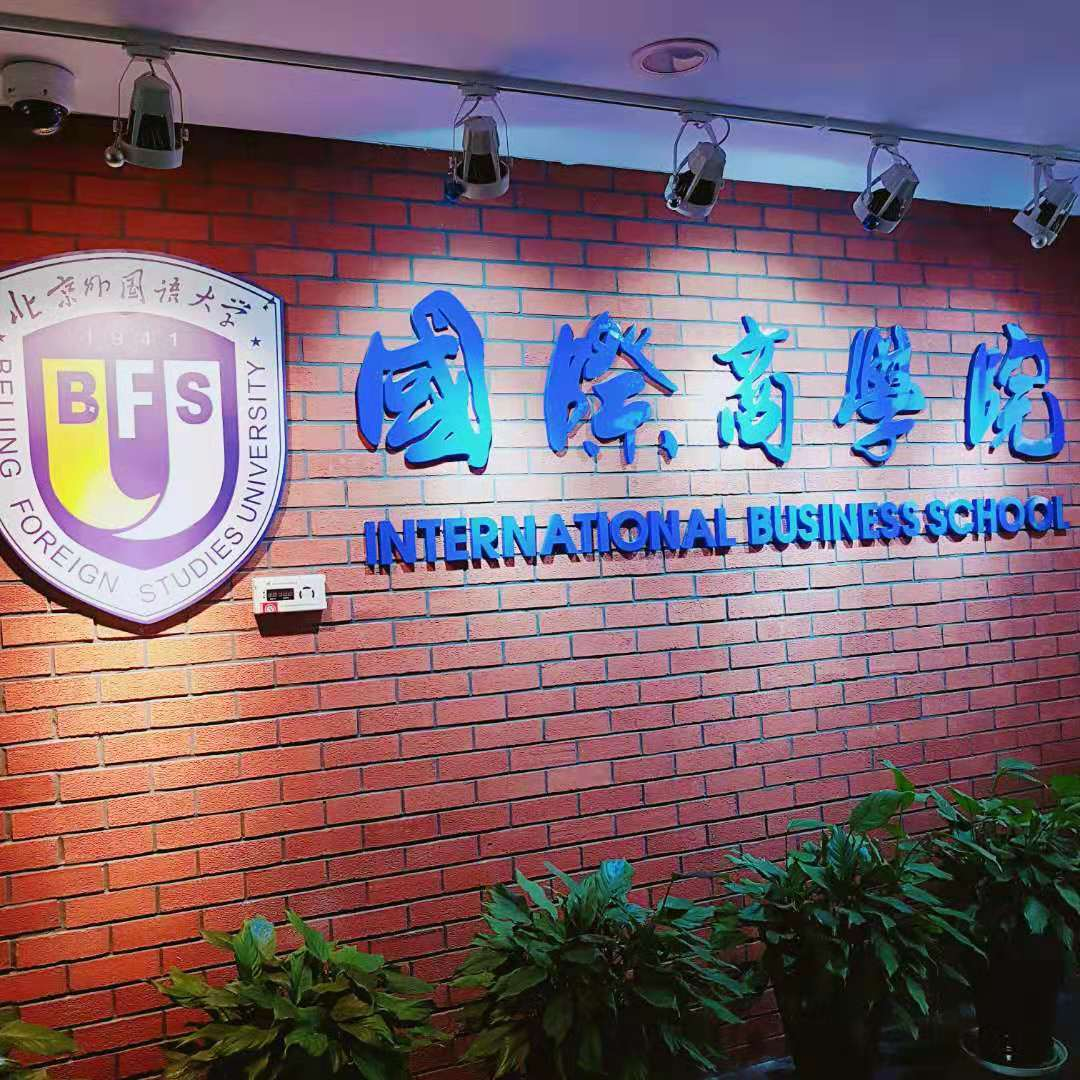
북경외대 국제상학원

북경외국어대학 국제상학원(중국어: 北京外国语大学国际商学院, 영어: International Business School), 약칭: IBS))은 2001년에 설립되었으며 베이징 외국어대학(북경외대)에서 비교적 규모가 큰 4년제 학부, 대학원 중 하나이다. 국립 북경외대(北京外大) 국제상학원 프로그램은 학부의 4년제 학사 위주이며, 전일제 석사 및 박사 학위를 취득하는 과정과 해외 유학, 중국 본토에서의 연수 및 고위 경영진 교육 등이다. 대학교 측에서 북경외국어대학 국제상학원 또는 북경외국어대학교 국제경영대학이라는 한국어 표현을 공식적으로 사용하고 있다. 전세계 상위 6% 비즈니스 스쿨에만 부여되는 미국 AACSB 자격 인증 대학이기도 하다.
북경외대는 중국 대학인만큼 국제상학원에도 중국인 본과가 존재한다. 이는 CBS라고 오인되지만 IBS는 매년 천만명 정도가 응시하는 중국 대륙판 수능 가오카오 성적 상위 1%의 중국인이 1,000명 이상으로, IBS 유학생은 400여명이다. 북경외대 국제상학원 중국인 본과에 재학중인 한국 학생은 전학년 10여명이다. 외국인 학생이 북경외대 국제상학부 중국인 본과에 입학하려는 경우, 중국어능력시험 HSK 5급 고득점 혹은 최고급수 HSK 6급과 80점 이상의 TOEFL 점수, 고교 성적, 추천서, 면접 등의 요건을 만족해야 한다. 중국인 본과는 군사훈련을 제외하고 학점·졸업 등 모든 기준이 중국학생과 똑같은 만큼 중도 포기확률이 높다.
북경외대 국제상학원은 외국인 학생들을 위하여 영어로만 수업하는 4년제 본과 학부도 개설하였다. 대신 졸업 조건으로 중국어능력시험 HSK 최고 급수 6급과 졸업 논문을 요구한다. 입학에도 TOEFL 80~100점 이상의 점수가 필요하므로 미국 중위권 대학의 입학조건에 상당한다. 2019년 기준으로 71개 국가 및 지역으로부터 온 436명의 학부생(4년제 본과 학부생 및 53명의 한국인 학부 단기 교환 학생 포함)이 있다. 독일인, 한국인, 말레이시아인이 북경외대 국제상학부 외국인 본과에서 가장 많은 비중을 차지한다.
2019년 3월 기준, 북경외국어대학 국제상학원에는 52명의 교수 및 연구직원, 4명의 보조교수, 9명의 외국인교수, 46명의 외부 직원 및 BFSU 한중 협력 프로젝트 등 총 117명의 직원이 있다.